# Mörön (distrikt i Mongoliet, Chentij)
Mörön (mongoliska: Мөрөн Сум, Мөрөн, Mörön Sum) är ett distrikt i Mongoliet.   Det ligger i provinsen Chentij, i den östra delen av landet, 260 km öster om huvudstaden Ulaanbaatar.